# Arthur Morton
Pour les articles homonymes, voir Morton.
Arthur Morton est un musicien américain né le 8 août 1908 à Duluth (Minnesota, États-Unis), et mort le 15 avril 2000. 

## Biographie
Il est l'un des collaborateurs attitrés de Jerry Goldsmith, pour lequel il a été orchestrateur sur plus d'une centaine d'œuvres. 
Sa carrière a débuté dans les années 1930, où il a souvent fait office d'arrangeur musical et de compositeur à titre accessoire, travaillant sur une quantité impressionnante de films. 
Dans les années 1960, sa rencontre avec Jerry Goldsmith fut décisive et ce musicien de l'ombre a collaboré sur l'orchestration si particulière de partitions telles que La Planète des singes, La Malédiction ou Alien. Sa dernière contribution fut pour la musique de L.A. Confidential en 1997.
Il a également travaillé sur certaines orchestrations de John Williams, dont notamment Superman .

## Filmographie
- 1950 : Les Cinq Gosses d'oncle Johnny (Father is a Bachelor) d'Abby Berlin et Norman Foster